# Donville-les-Bains
Donville-les-Bains – miejscowość i gmina we Francji, w regionie Normandia, w departamencie Manche.
Według danych na rok 1990 gminę zamieszkiwało 3199 osób, a gęstość zaludnienia wynosiła 1163 osoby/km² (wśród 1815 gmin Dolnej Normandii Donville-les-Bains plasuje się na 57. miejscu pod względem liczby ludności, natomiast pod względem powierzchni na miejscu 1057.).